# Dorylomorpha sinensis
Dorylomorpha sinensis är en tvåvingeart som beskrevs av Xu och Yang 1991. Dorylomorpha sinensis ingår i släktet Dorylomorpha och familjen ögonflugor.
Artens utbredningsområde är Nei Mongol (Kina). Inga underarter finns listade i Catalogue of Life.